# Welchiodendron longivalve
Welchiodendron es un género monotípico de plantas perteneciente a la familia Myrtaceae. Su única especie: Welchiodendron longivalve (F.Muell.) Peter G.Wilson & J.T.Waterh., Austral. J. Bot. 30: 411 (1982), es originaria de Nueva Guinea hasta el norte de Queensland en Australia.

## Taxonomía
Welchiodendron longivalve fue descrita por (F.Muell.) Peter G.Wilson & J.T.Waterh. y publicado en Austral. J. Bot. 30(4): 441 (1982)
Sinonimia
- Tristania longivalvis F.Muell., S. Sci. Rec., n.s., 2: (1886).
- Tristania brownii S.Moore, J. Bot. 40: 25 (1902).[1]